# Trýfos
Trýfos är en ort i Grekland.   Den ligger i prefekturen Nomós Aitolías kai Akarnanías och regionen Västra Grekland, i den centrala delen av landet, 250 km väster om huvudstaden Aten. Trýfos ligger 583 meter över havet och antalet invånare är 708.
Terrängen runt Trýfos är kuperad åt nordost, men åt sydväst är den bergig. Runt Trýfos är det ganska glesbefolkat, med 24 invånare per kvadratkilometer. Närmaste större samhälle är Katoúna, 7,0 km sydost om Trýfos. 